# Andrija Bašić
Andrija Bašić (9 de setembro de 1995) é um jogador de polo aquático croata. Atualmente joga para o clube grego NC Vouliagmeni.